# カノークス
株式会社カノークス（英: Canox Corporation）は、名古屋市西区那古野に本社を置く鉄鋼専門商社である。

## 概要
名古屋の老舗鉄鋼商社。
カノークスグループは、カノークス、子会社4社及び関連会社2社から成る。
主な販売先は自動車製造メーカー、自動車部品、建材、ガス器具等各製造会社などであり、主に鋼板、鋼管、ステンレス、条鋼類を販売している。
子会社、関連会社にて鋼材加工を行なっている。

## 沿革
- 1897年（明治30年）12月 - 加納小太郎が岐阜屋梅吉商店を創業（のち加納小太郎商店に商号を改称）[1]
- 1919年（大正8年）12月 - 合名会社加納商店に改組[1]
- 1937年（昭和12年）7月 - 東京出張所開設（現 東京支社）
- 1947年（昭和22年）9月 - 大阪支店開設
- 1948年（昭和23年）1月 - 株式会社に改組[1]
- 1957年（昭和32年）2月 - 福岡出張所開設（現 九州支店）
- 1958年（昭和33年）12月 - 商号を加納鉄鋼株式会社に改称[1]
- 1961年（昭和36年）10月 - 名古屋証券取引所第二部に上場[1]
- 1963年（昭和38年）5月 - 空見工場完成（名古屋市港区）[1]
- 1974年（昭和49年）6月 - 日新製鋼の100%子会社である新々商事株式会社を吸収合併[1]
- 1991年（平成3年）10月 - 商号を株式会社カノークスに改称[1]
- 2004年（平成16年）
  - 4月 - 加納鋼板工業株式会社を株式会社空見スチールサービスへ事業統合[1]
  - 12月 - 加納鋼板工業株式会社を清算[1]
- 2006年（平成18年）4月 - 株式会社カノークス北上（現：カノークス鋼管北上）を設立[1]
- 2012年（平成24年） - 加納鋼板加工株式会社を清算[1]
- 2022年（令和4年）11月 - 東京証券取引所スタンダード市場へ上場[2]

## 主な事業所
- 東京支社（東京都中央区）[3]
- 支店[3]
  - 関西（大阪市中央区）
  - 九州（福岡市博多区）
  - 北関東（群馬県太田市）
  - 東北（岩手県北上市）
- 営業所[3]
  - 札幌（札幌市中央区）
  - 金沢（石川県金沢市）
  - 静岡（静岡市葵区）
  - 中国（広島市南区）
  - 四国（愛媛県西条市）

## 関係会社
連結子会社
- 株式会社カノークス鋼管関東
- 株式会社カノークス物流 - 1987年（昭和62年）6月設立
- 株式会社カノークス鋼管九州 - 1989年（平成元年）7月設立
- 株式会社カノークス鋼管北上 - 2006年（平成18年）4月設立

持分法適用関連会社
- 石川技研工業株式会社
- 株式会社空見スチールサービス - 2001年（平成13年）10月設立